# Architis comaina
Architis comaina är en spindelart som beskrevs av Santos 2007. Architis comaina ingår i släktet Architis och familjen vårdnätsspindlar.
Artens utbredningsområde är Peru. Inga underarter finns listade i Catalogue of Life.